# Мангуст (БПЛА)
«Мангу́ст» — український багаторазовий реактивний дрон-перехоплювач, призначений для боротьби з ворожими безпілотниками, зокрема з Shahed-136. Розроблений одеським конструкторським бюро «Технарі», відомим також за створенням застосунку єППО.

## Концепція та призначення
«Мангуст» є безпілотником літакового типу, оснащеним реактивним двигуном та системою автоматичного донаведення. Основне завдання дрона — перехоплення та знищення ворожих БпЛА, таких як Shahed-136 («Герань-2»).
Ключовою особливістю «Мангуста» є його багаторазовість. Після виконання завдання — ураження цілі — безпілотник може продовжити місію для перехоплення інших цілей або повернутися на базу для дозаправки та перезаряджання. За розрахунками розробників, один такий дрон за свій життєвий цикл здатний знищити 10–12 ворожих БпЛА, що робить його економічно ефективнішим за одноразові дрони-камікадзе.

## Технічні характеристики
- Тип двигуна: реактивний[1]
- Максимальна швидкість: 300–310 км/год[5]
- Максимальна висота польоту: 5000 м[4]
- Бойовий радіус: близько 12 км[2]

## Система озброєння
«Мангуст» оснащений власною системою донаведення, яка орієнтується на теплове випромінювання цілі. Безпілотник здатний візуально фіксувати ціль на відстані до 800 метрів. Система автоматичного наведення активується на дистанції 150–200 метрів до цілі, після чого дрон переходить в автоматичний режим атаки без участі оператора.
Для ураження ворожих БпЛА використовується багатоствольний дробовик, який стріляє дробовим зарядом у двигун або гвинт цілі. За словами розробників, такого ураження достатньо, щоб вивести з ладу дрон типу «Shahed».

## Випробування
Розробкою «Мангуста» займається одеське конструкторське бюро «Технарі». За словами CEO компанії Геннадія Сульдіна, команда вирішила створити власний перехоплювач через відсутність на ринку ефективних рішень для протидії «Шахедам», які б залишалися актуальними навіть у разі модернізації ворожих дронів, наприклад, встановлення на них потужніших двигунів.
Станом на липень-серпень 2025 року «Технарі» створили першу ескадрилью прототипів «Мангуст» і готувалися передати їх у зенітно-ракетні бригади для бойових випробувань та інтеграції в систему ППО. Після завершення тестування планується запуск серійного виробництва.